# إدوارد لي (سياسي نيوزلندي)
إدوارد لي (بالإنجليزية: Edward James Lee)‏ هو سياسي نيوزلندي، ولد في 1822، وتوفي في 18 ديسمبر 1883. انتخب عضو مجلس النواب النيوزيلندي.